# 周祚新

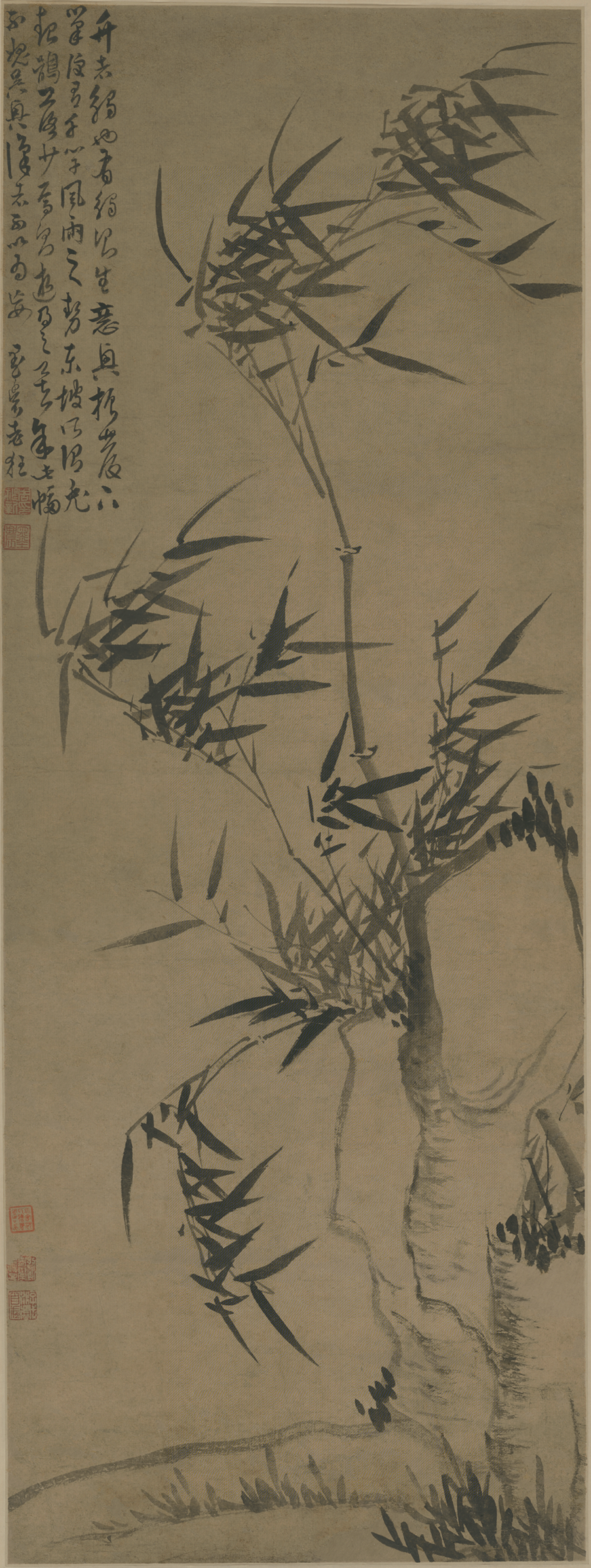
周祚新绘《竹石图》（北京故宫博物院藏）

周祚新，字又新，贵州贵阳人，明朝政治人物，同進士出身。

## 生平
天啓七年（1627年）丁卯科貴州鄉試舉人，崇禎十年（1637年）丁丑科进士，三甲九十六名，刑部观政，本年十二月授兴化知县，十二年调长山县，十五年升户部湖廣司主事，十六年考察，本年補東光知縣，十七年補兵部车驾司主事。